# Tymon Kruidenier
Tymon Kruidenier (Middelburg, 16 ottobre 1980) è un chitarrista olandese.

## Biografia
Appassionato di heavy metal e di jazz fusion, studiò chitarra nei Paesi Bassi, poi nel 2001 si trasferì negli Stati Uniti ed entrò a far parte degli Exivious con cui registrò la demo, poi entrò nei Cynic con cui registrò Traced in Air nel 2008 e Re-Traced nel 2010, nello stesso anno uscì il suo primo omonimo album con gli Exivious.

## Discografia

### Con i Cynic
- Traced in Air, 2008